# شتورکاتن
شتورکاتن (به آلمانی: Störkathen) یک شهر در آلمان است که در اشتاینبورگ واقع شده‌است. شتورکاتن ۱۰۰ نفر جمعیت دارد.